# Борда, Марсель
Марсель Борда (фр. Marcelle Bordas, 1 июня 1907, Париж - 29 января 1968, там же) — французская певица (контральто) и артистка кабаре, исполнительница популярных песен в 1930—1950-е гг.

## Биография
Подилась в Париже 1 июня 1907 года в семье чиновника.
Работала в модном ателье дизайнером шляп, где завязала знакомства с деятелями искусств. С начала 1930-х гг. выступает в Казино де Кабур как актриса оперетт. С 1934 г. начинается запись грампластинок с песнями в её исполнении. Особенностью Борда был чрезвычайно низкий по тембру и сильный голос.
Помимо выступлений в мюзиклах, в 1937 г. снялась в фильме Мориса Клоша «Радио», где исполнила песню «Моя жена мертва». Также выступала на французском радио.
В 1939—1940 гг. часто выступала на фронте, приняла участие в грандиозном франко-британском гала-концерте 16.04.1940 в Парижской опере с Грейс Филд и Джеком Хилтоном. В годы режима Виши и оккупации выступала с песнями патриотического репертуара (в частности, в 1942 г. исполнила песню о героях битвы при Бир-Хакейме, французских войсках под командованием генерала Кёнига, задержавших продвижение существенно превосходивших их войск фельдмаршала Роммеля). В эти годы завязала знакомство и сотрудничала с Бурвилем.
В послевоенные годы её популярность идёт на спад.
Умерла в Париже 29 января 1968 года. Похоронена на кладбище в Иври-сюр-Сен.